# Vavasseurie-au-Cerf
La ferme de la Vavasseurie-au-Cerf est une ferme du XVIe siècle-XVIIe siècle situé à Vendeuvre dans le département du Calvados en Normandie. 

## Localisation
La ferme est située à Vendeuvre,.

## Historique
L'édifice est daté du XVIe siècle-XVIIe siècle. Il appartient aux seigneurs de Vendeuvre, la famille Le Paulmier à partir de 1585.
Certains éléments ont été inscrits aux monuments historiques par un arrêté du 22 février 1980 : les façades et les toitures ainsi que les cheminées du rez-de-chaussée et du premier étage sont citées.